# Pseudoceros ferrugineus
Espèce
Pseudoceros ferrugineus une espèce de vers plats polyclades marins du genre Pseudoceros et de la famille des Pseudocerotidae.

## Description

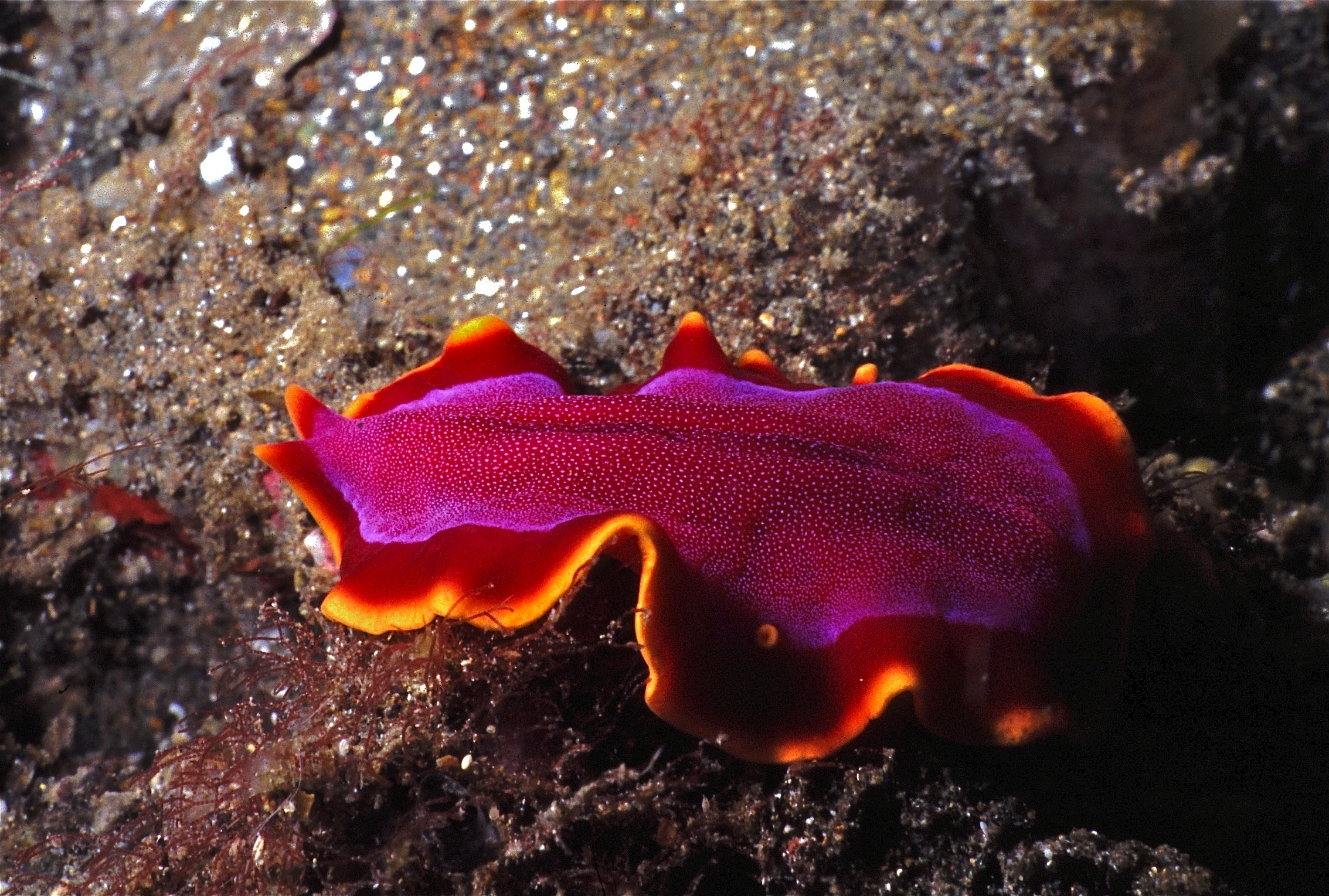
Pseudoceros ferrugineus
(Sulawesi, Indonésie)

Cette espèce mesure jusqu'à 8 cm. La couleur dominante fuchsia de ce ver plat le rend facilement identifiable. Cette teinte vive est issue d'une couleur de fond rouge alliée avec une multitude de points blancs. Toute la périphérie du corps est marquée par une large bande rouge unie avec un liseré orange en extrême bordure.
Les pseudo-tentacules sont bien marquées et sont la résultante d'un repli de la bordure du corps. Le corps est ovale et allongé. Le pharynx est petit et largement plié.
Le ver plat fuchsia est doté d'un seul organe reproducteur mâle.

## Écologie et comportement

### Éthologie
Ce ver plat est benthique et diurne, il se déplace à vue sans crainte d'être pris pour une proie.

### Alimentation
Ce ver plat se nourrit exclusivement d'ascidies coloniales.

## Habitat et répartition

### Répartition
Cette espèce se rencontre dans la zone tropicale indo-pacifique, de l'Australie aux îles Palaos.

### Habitat
Son habitat est la zone récifale externe sur les sommets ou sur les pentes.

## Taxinomie
Le nom valide complet (avec auteur) de ce taxon est Pseudoceros ferrugineus Hyman, 1959.
Pseudoceros ferrugineus a pour synonyme Pseudobiceros ferrugineus (Hyman, 1959). Cette espèce a été placée dans Pseudobiceros par Anno Faubel en 1984 puis placée par Newman et Cannon en 1994 dans les Pseudoceros.